# Barrage de Verbois
 (septembre 2015).
Si vous disposez d'ouvrages ou d'articles de référence ou si vous connaissez des sites web de qualité traitant du thème abordé ici, merci de compléter l'article en donnant les références utiles à sa vérifiabilité et en les liant à la section « Notes et références ».
Le barrage de Verbois est un barrage construit par les services industriels de Genève (SIG) entre 1938 et 1943, situé sur le Rhône dans le canton de Genève, en Suisse.

## Localisation
Le barrage de Verbois est situé entre le pont de Peney et celui de la Plaine et la route qui le traverse est le quinzième pont le plus en amont du Rhône après sa sortie du lac Léman. Cette route relie les communes de Russin sur la rive droite et d'Aire-la-Ville sur la rive gauche.

## Histoire
Le barrage de Verbois remplace l'ancien barrage de Chèvres, construit par la Compagnie de l'industrie électrique (CIE) et l'ingénieur genevois Thury, sous la direction de Théodore Turrettini. Le barrage de Verbois est inauguré en 1944.

## Caractéristiques techniques
D'une hauteur de 34 mètres, le barrage a un volume de retenue de 12 000 000 m3 et une longueur de crête de 340 mètres. La surface du réservoir est de 131 ha. Il est exploité par les Services industriels de Genève.
L'usine hydroélectrique du barrage exploite quatre groupes de turbines Kaplan assemblées par les Ateliers des Charmilles (de) et alternateurs Sécheron pour une puissance totale de 100 MW, fournissant en moyenne 466 GWh par an. La production est équivalente à 15% de la consommation en électricité du canton de Genève.
À côté de l'usine se trouve un poste de transformation électrique qui représente la principale liaison avec la France, permettant aux SIG d'obtenir le complément d'énergie nécessaire à l'alimentation du canton de Genève.
Le barrage est enfin équipé d'une échelle à poissons de 20 mètres de dénivellation et 350 mètres de longueur totale. Mise en service en Janvier 2000.

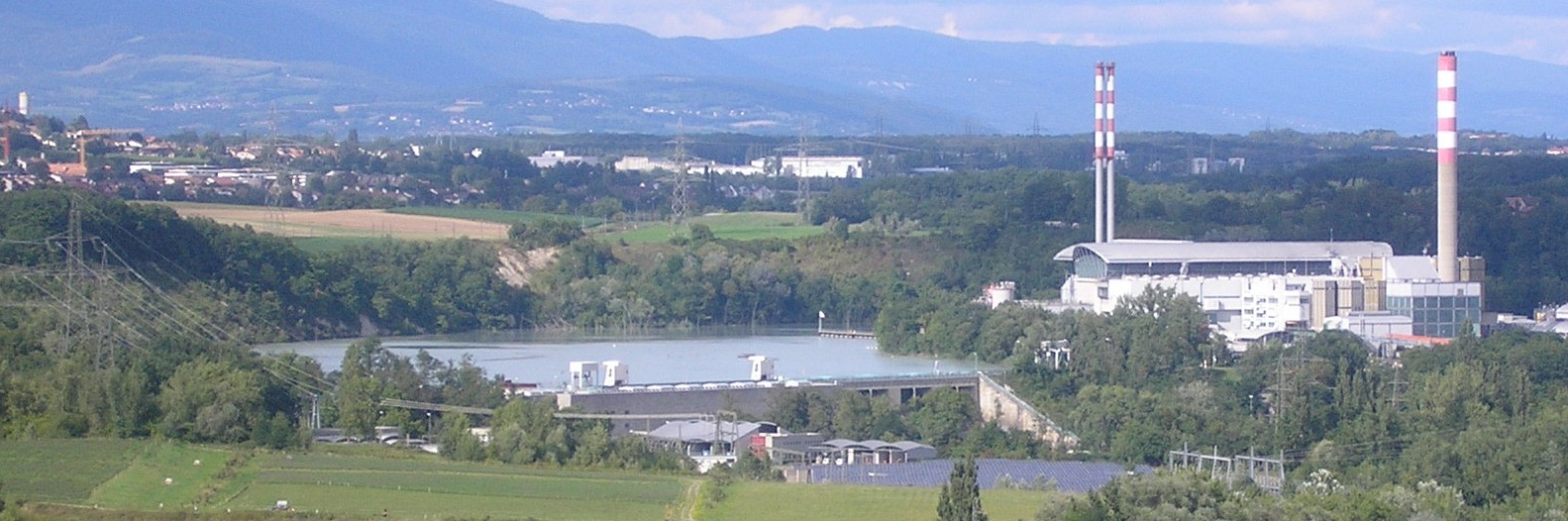
Barrage de Verbois et usine d’incinération des Cheneviers (2010).

### articles connexes
- Liste des ponts du canton de Genève